# Toromys grandis
Toromys grandis е вид бозайник от семейство Бодливи плъхове (Echimyidae), единствен представител на род Toromys.

## Разпространение
Видът е разпространен в Бразилия.